# Stick It Out
Gli Stick It Out sono una rock band italiana con influenze che spaziano dall'alternative al punk, formatasi a Roma nel 2005.

## Storia del gruppo
La band è nata nel 2005 su idea dei chitarristi, Dave and Andy.

Nel 2008 la band è invitata a partecipare alla compilation Glamnation Vol 4, distribuita dalla Demon Doll Records, con il brano "Stop Teasin' Me" (di cui verrà girato anche un videoclip).

Nel Febbraio 2009 viene pubblicato l'ep Let There Be Punk; si tratta di brani di gruppi punk principalmente risalenti all'ondata del Punk 77, riarrangiati e rivisitati in chiave hard rock.
Nel luglio 2009 il debut album Stick It Out è pubblicato su Sliptrick Records.
Per l'inizio del 2012 è uscito il nuovo disco "Today's Dump" su etichetta Valery Records.

## Formazione

### Formazione attuale
- Dave - voce e chitarra ritmica
- Andy - chitarra solista
- Tripp - basso
- Nyk - batteria

### Ex componenti
- Freddie - voce
- Mad Curtis (Dogmate) - voce
- Fo - batteria

## Discografia

### Album in studio
- 2009 Stick It Out

### Raccolte
- 2008 Glamnation vol.4

### EP
- 2009 Let There Be Punk!

### Demo
- 2006 - Idol of Mass
- 2007 - I Wanna Be A Parasite Too